# Chiesa di Sant'Agostino (Asciano)
La chiesa di Sant'Agostino è un edificio sacro che si trova in corso Matteotti ad Asciano, in provincia di Siena, arcidiocesi di Siena-Colle di Val d'Elsa-Montalcino.

## Storia e descrizione
Eretta nel Duecento con l'annesso convento, divenuto privato a seguito delle soppressioni napoleoniche, fu ampliata nella seconda metà del XV secolo e dotata di una facciata in mattoni; pur mantenendo l'originaria struttura ad una sola navata, si presenta nell'aspetto ricevuto tra la fine del Cinquecento e l'inizio del Seicento, secondo le prescrizioni del Concilio di Trento.
Recenti sondaggi dietro l'intonaco hanno rivelato un intero ciclo di affreschi scalpellati durante la controriforma. Frammentari, sono oggetto di restauro. Dovrebbero appartenere alle stesse maestranze senesi che, tra XIV e XV secolo, affrescarono in maniera analoga la chiesa di San Francesco.
Dietro l'altare è collocata la lastra tombale di Jacopo Scotti, scolpita poco dopo il 1470 da Urbano da Cortona.

## Opere già in loco
Da qui provengono il piccolo Crocifisso ligneo policromato, che un recente restauro ha garantito come opera di Giovanni Pisano, e la Madonna in trono col Bambino, venerata come Madonna delle Grazie, la predella con le Storie di santa Caterina d'Alessandria e quattro Santi, unico resto di un polittico, opere di Matteo di Giovanni oggi collocate nel Museo di palazzo Corboli.

## Galleria d'immagini

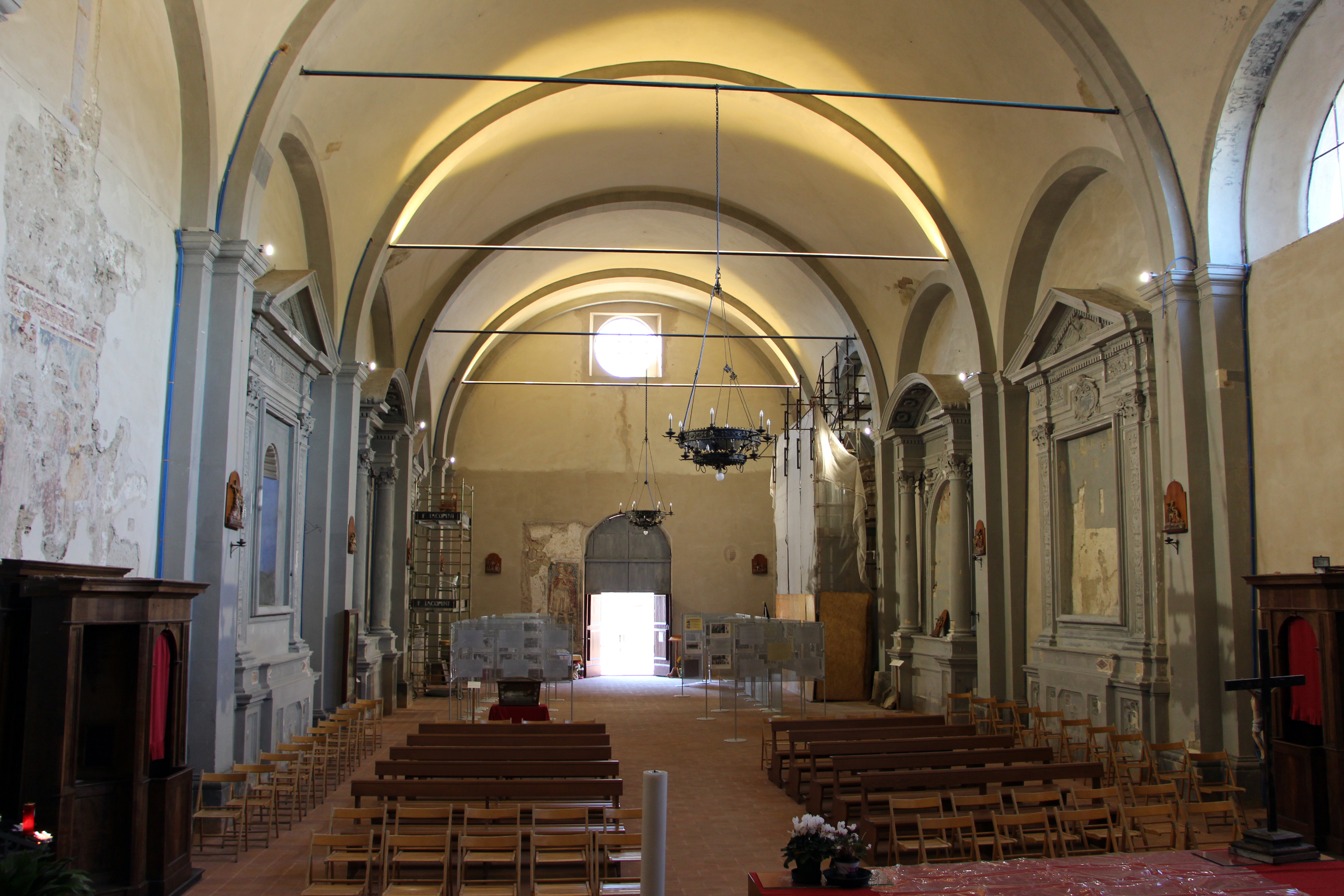
Interno verso la controfacciata
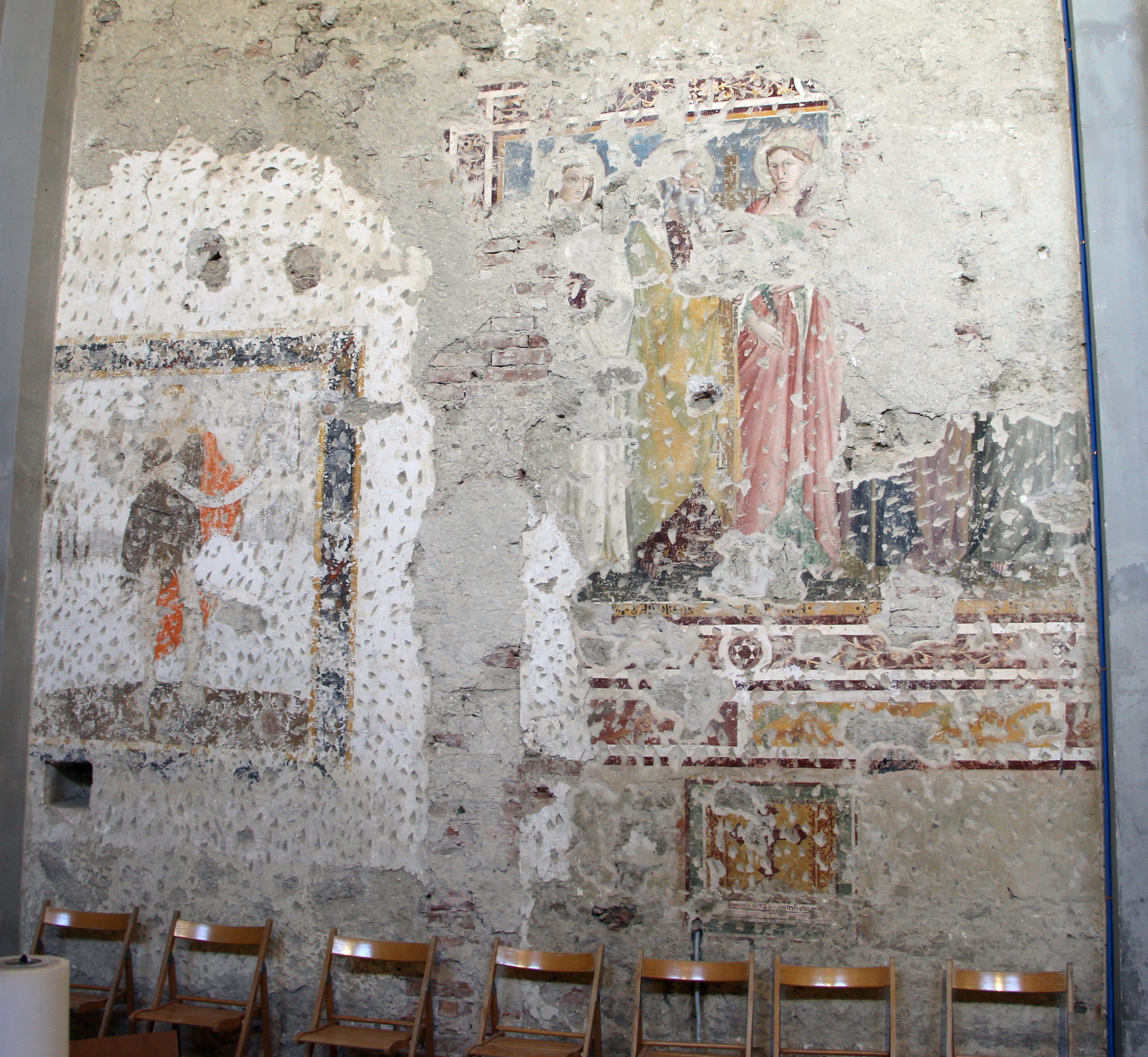
Resti di affreschi
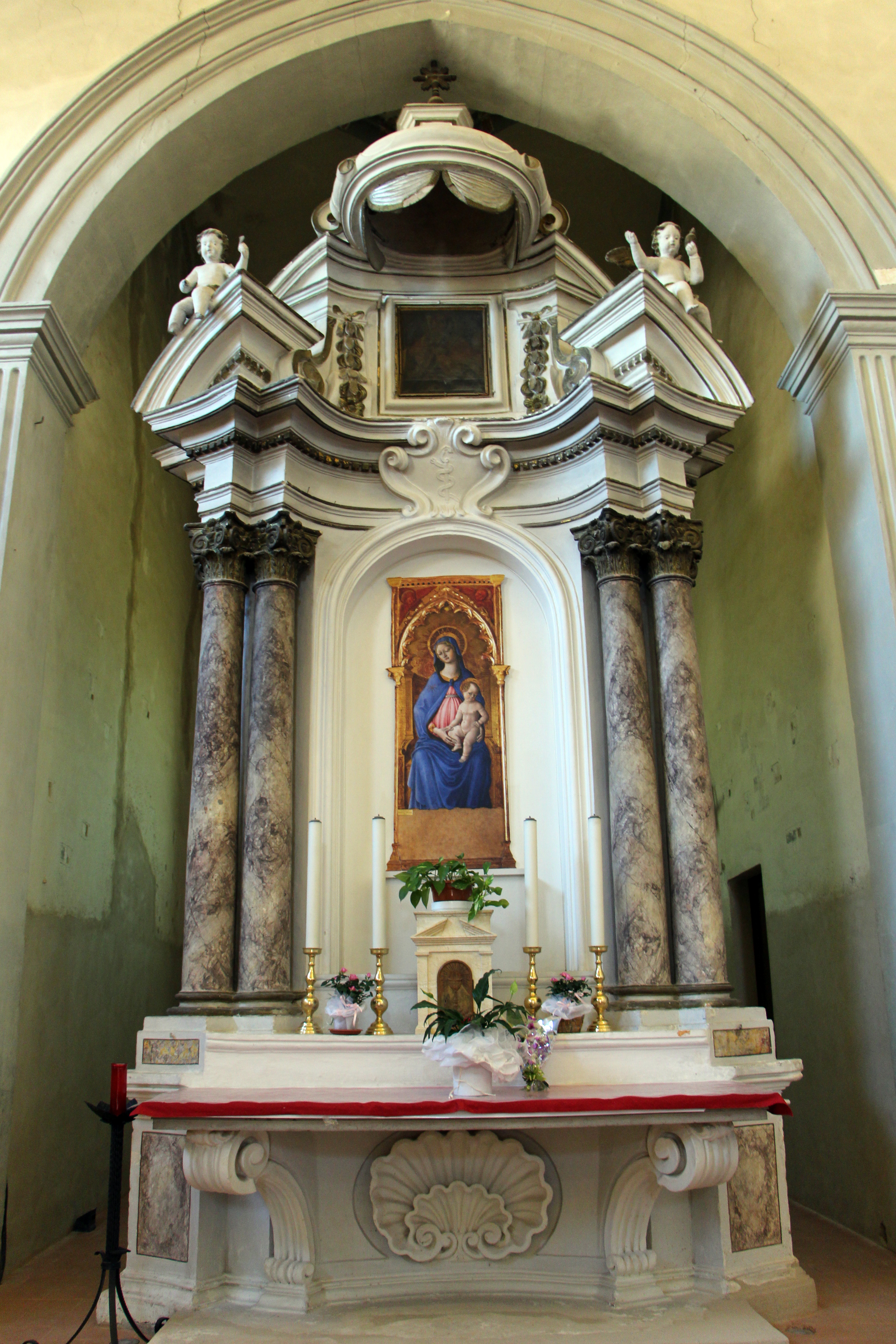
Altare maggiore
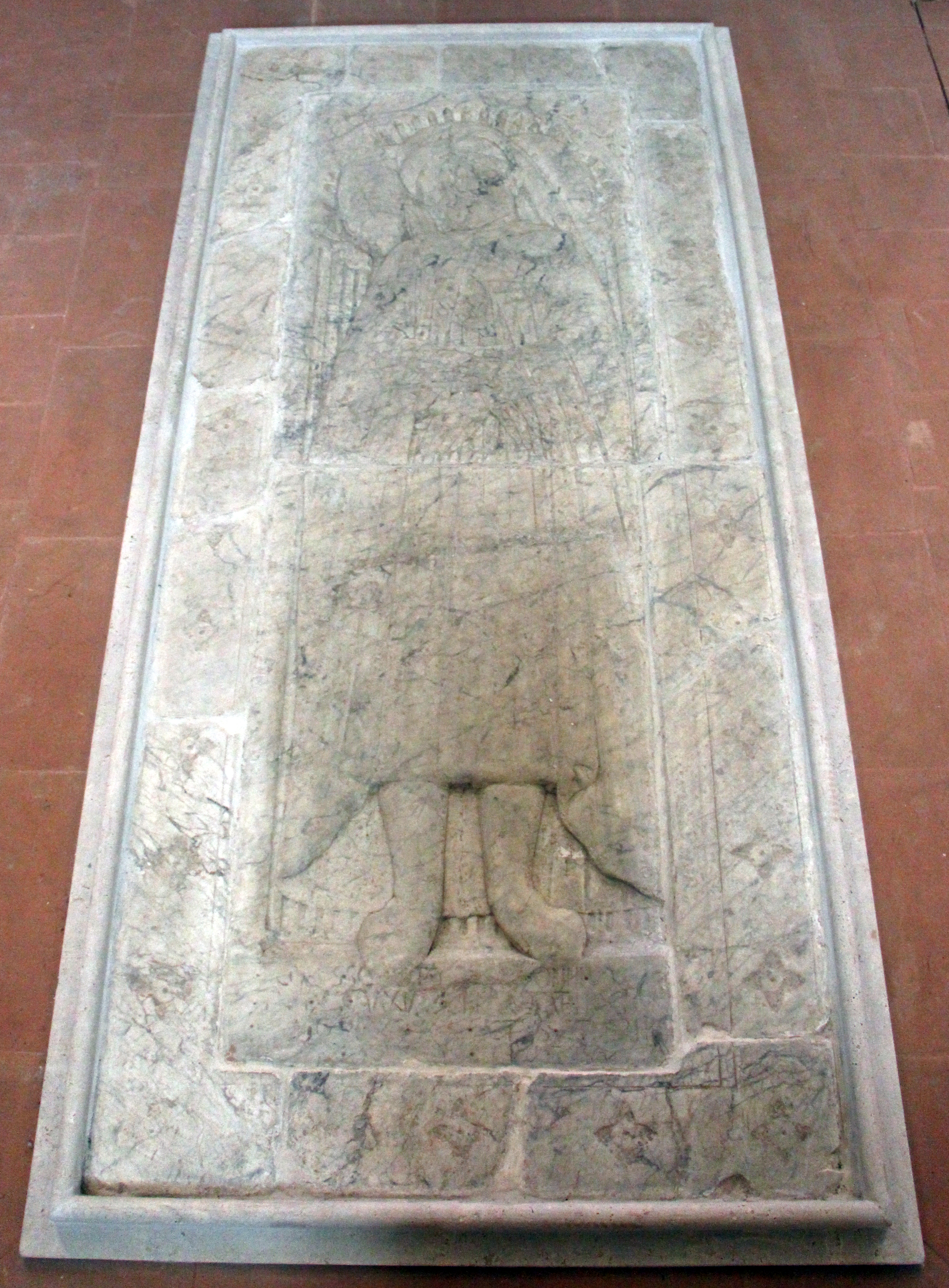
Lastra tombale di Jacopo Scotti
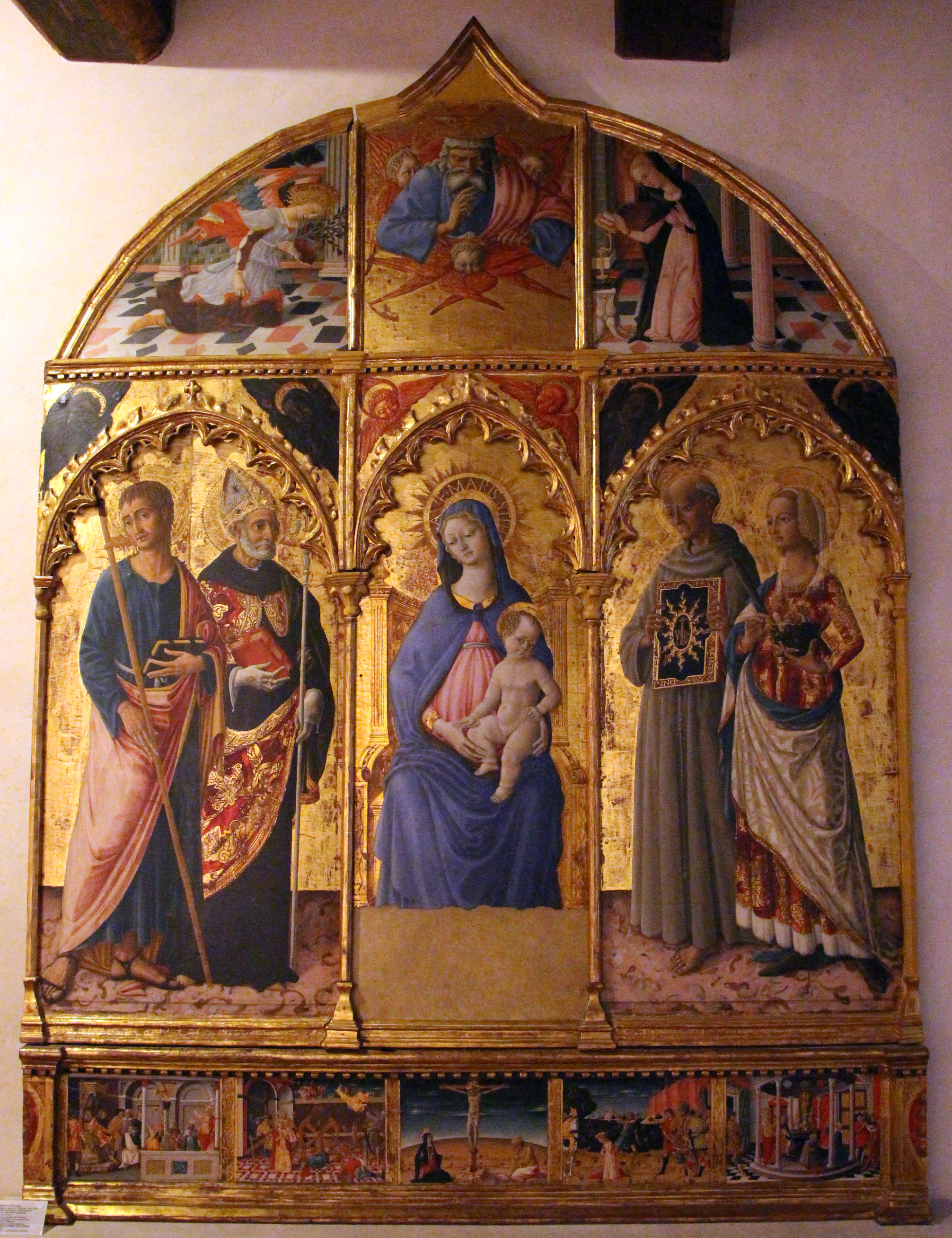
Madonna col Bambino e quattro santi di Matteo di Giovanni